# آدام گنزدا چرین
آدام گنزدا چرین (اسلوونیایی: Adam Gnezda Čerin؛ زادهٔ ۱۶ ژوئیهٔ ۱۹۹۹) بازیکن فوتبال اهل اسلوونی است.
از باشگاه‌هایی که در آن بازی کرده است می‌توان به باشگاه فوتبال دمژاله اشاره کرد.
وی همچنین در تیم‌های ملی فوتبال  زیر ۲۱ سال اسلوونی و اسلوونی بازی کرده است.